# Pierre Arribat
Pour les articles homonymes, voir Arribat.
Pierre Arribat est un homme politique français né le 24 novembre 1855 à Montpellier (Hérault) et décédé le 30 décembre 1889 dans le 11e arrondissement de Paris.

## Biographie
Docteur en droit, il commence sa carrière comme avocat à Montpellier. Il entre ensuite dans l'administration préfectorale, comme conseiller de préfecture à Tours, sous-préfet à Loches puis à Bar-le-Duc. Il est élu député d'Indre-et-Loire en octobre 1889, et meurt quelques semaines plus tard.